# 小野幸恵
小野幸恵（おの さちえ、1954年（昭和29年） - ）は、日本の演劇・芸能評論家。

## 来歴
東京都生まれ。早稲田大学教育学部卒業。出版社勤務を経てフリー編集者となり、書籍やインタビュー記事の企画・構成に携わる。

## 著書
- 『市川染五郎の歌舞伎』岩崎書店　2002　日本の伝統芸能はおもしろい
- 『東儀秀樹の雅楽』岩崎書店　2002　日本の伝統芸能はおもしろい
- 『野村萬斎の狂言』岩崎書店　2002　日本の伝統芸能はおもしろい
- 『柳家花緑の落語』岩崎書店　2002　日本の伝統芸能はおもしろい
- 『吉田簑太郎の文楽』岩崎書店　2002　日本の伝統芸能はおもしろい
- 『はじめての大相撲』舞の海秀平監修 岩崎書店　2003
- 『狂言にアクセス』淡交社　2004　劇場に行こう
- 『落語にアクセス』淡交社　2004　劇場に行こう
- 『幸四郎と観る歌舞伎』音楽之友社　2005　のちアルテスパブリッシング
- 『花緑がナビする大人の落語ことはじめ』柳家花緑共著　近代映画社　2006
- 『染五郎と読む歌舞伎になった義経物語』市川染五郎監修 岩崎書店　2006　イワサキ・ノンフィクション
- 『林家正蔵と読む落語の人びと、落語のくらし』岩崎書店　2008　イワサキ・ノンフィクション

## 共編著
- 『花緑の落語江戸ものがたり 師匠小さんの想い出とたどる』柳家花緑共著 大野伸彦写真　近代映画社　2003
- 『土俵の学校 フォト対談集』錣山矩幸,舞の海秀平著 編 大野伸彦撮影　近代映画社　2004

## 参考
| スタブアイコン | サブスタブ | この項目は、まだ閲覧者の調べものの参照としては役立たない、文人（小説家・詩人・歌人・俳人・作詞家・作家・放送作家・随筆家（コラムニスト）・文芸評論家）に関連した書きかけの項目です。この項目を加筆・訂正などしてくださる協力者を求めています（P:文学/PJ:作家）。 |